# Oleksandr Kapliyenko
Oleksandr Kapliyenko (tiếng Ukraina: Олександр Максимович Каплієнко; sinh 7 tháng 3 năm 1996) là một hậu vệ bóng đá Ukraina. Anh thi đấu cho câu lạc bộ FC Smolevichi.

## Sự nghiệp
Kapliyenko là sản phẩm của hệ thống trẻ FC Metalurh Zaporizhya.
Anh ra mắt cho FC Metalurh, thi đấu hết trận trước FC Chornomorets Odesa ngày 6 tháng 4 năm 2014 ở Giải bóng đá ngoại hạng Ukraina.